# Service du prochain
Le service du prochain est une notion initialement religieuse, mais qui peut aussi être laïque comme solidarité sociale, et qui consiste, pour les êtres humains, à aider leurs semblables en difficulté.

## Religions de l'Asie du Sud-Est
Dans le bouddhisme, l'hindouisme, le jaïnisme et le sikhisme, le « service du prochain » découle de la prescription de poser de bonnes actions pour améliorer le karma, tant celui des autres que le sien, et ainsi contribuer, par une sage application du dharma, à cheminer vers l'éveil spirituel, but ultime de toute existence.

## Christianisme
Dans le christianisme, le « service du prochain » vise avant tout un « éveil à la foi » et découle de l'enseignement du Christ, relaté dans la parabole du bon Samaritain dans l'évangile selon Luc, au chapitre 10, versets 17-28 :

« « Maître, que dois-je faire pour avoir en héritage la vie éternelle ? » Jésus lui demanda : « Dans la Loi, qu’y a-t-il d’écrit ? Et comment lis-tu ? » L’autre répondit : « Tu aimeras le Seigneur ton Dieu de tout ton cœur, de toute ton âme, de toute ta force et de toute ton intelligence, et ton prochain comme toi-même. Jésus lui dit : Vous avez bien répondu, faites cela, et vous vivrez. Mais cet homme, voulant faire paraître qu’il était juste, dit à Jésus : Et qui est mon prochain ? Jésus reprit : Un homme descendait de Jérusalem à Jéricho ; il tomba entre les mains des voleurs qui le dépouillèrent et, l’ayant chargé de coups, le laissèrent à demi mort. Or, il arriva qu’un prêtre descendait par le même chemin ; il vit cet homme et passa outre. De même un lévite, ayant été amené là, le vit et passa outre. Mais un Samaritain, qui était en voyage, vint près de lui, et, le voyant, fut touché de compassion. Il s’approcha, banda ses plaies, après y avoir versé de l’huile et du vin, et le mettant sur son cheval, il le conduisit à une hôtellerie, et prit soin de lui. Le lendemain, tirant deux deniers, il les donna à l’hôte et lui dit : Ayez soin de cet homme, et tout ce que vous dépenserez de plus, je vous le rendrai à mon retour. Lequel de ces trois vous semble avoir été le prochain de l’homme qui tomba entre les mains des voleurs ? Le Docteur répondit : Celui qui a pratiqué la miséricorde envers lui. Et Jésus lui dit : Allez, et faites de même.» »

Pour les chrétiens catholiques, c'est l'encyclique de 2005 Deus Caritas est du pape Benoît XVI qui dit que :

« Seul le service du prochain ouvre mes yeux sur ce que Dieu fait pour moi et sur sa manière à Lui de m’aimer. »

## Islam
Dans l'islam, l'un des « cinq piliers » de la foi est le service du prochain (ou zakāt : زَكَاة). 

## Judaïsme
Dans le judaïsme, le service du prochain (ou tzèdèq - צדקה) relie intimement la solidarité à la justice et vaut à lui seul autant que tous les autres mitsvot (prescriptions religieuses).

## Sociétés laïques
Hors du champ religieux, les constitutions et législations laïques ont elles aussi cadré le service du prochain en tant que solidarité sociale : c'est, entre autres, le cas de la Charte des droits fondamentaux de l'Union européenne dans l'un de ses six principes fondateurs et de la constitution française du 4 octobre 1958 qui, dans la première phrase de son premier article, postule que : « La France est une République indivisible, laïque, démocratique et sociale » et développe ensuite la notion de solidarité sociale.